# Axumawit Embaye
Axumawit Alem Embaye (18 ottobre 1994) è una mezzofondista etiope, medaglia d'argento ai Mondiali indoor 2022 negli 1500 m piani.

## Palmarès
| Anno | Manifestazione    | Sede       | Evento       | Risultato | Prestazione | Note                          |
| ---- | ----------------- | ---------- | ------------ | --------- | ----------- | ----------------------------- |
| 2012 | Mondiali juniores | Barcellona | 1500 m piani | 7ª        | 4'12"92     |                               |
| 2014 | Mondiali indoor   | Sopot      | 1500 m piani | Argento   | 4'07"12     | Miglior prestazione personale |
| 2014 | Africani          | Marrakech  | 1500 m piani | 4ª        | 4'13"27     |                               |
| 2016 | Mondiali indoor   | Portland   | 1500 m piani | 4ª        | 4'09"37     |                               |
| 2019 | Mondiali          | Doha       | 1500 m piani | 23ª (b)   | 4'08"56     |                               |
| 2022 | Mondiali indoor   | Belgrado   | 1500 m piani | Argento   | 4'02"29     |                               |

## Altre competizioni internazionali
2014
- 9ª Meeting de Paris ( Parigi), 1500 m - 4'02"35
- Bronzo Glasgow Grand Prix ( Glasgow), 1500 m - 4'02"78
- 11ª DN Galan ( Stoccolma), 1500 m - 4'08"30

2015
- 5ª Doha Diamond League ( Doha), 1500 m - 4'04"18
- 5ª Prefontaine Classic ( Eugene), 1500 m - 4'03"00
- 14ª Golden Gala Pietro Mennea ( Roma), 1500 m - 4'10"02
- 13ª Herculis ( Principato di Monaco), 1500 m - 4'09"12
- 10ª Memorial Van Damme ( Bruxelles), miglio - 4'26"84

2016
- 14ª Bislett Games ( Oslo), Miglio - 4'29"59
- 13ª Bauhaus-Galan ( Stoccolma), 1500 m - 4'11"77
- 5ª London Anniversary Games ( Londra), 1500 m - 4'03"05
- 12ª Weltklasse Zürich ( Zurigo), 1500 m - 4'12"49

2017
- 14ª Meeting de Paris ( Parigi), 1500 m - 4'14"13
- 7ª Athletissima ( Losanna), Miglio - 4'28"14
- 15ª London Anniversary Games ( Londra), Miglio - 4'35"54

2018
- 5ª al Villa de Madrid ( Madrid), 1500 m - 4'08"81
- 5ª al Copernicus Cup ( Toruń), 1500 m - 4'05"64
- Argento al Glasgow Indoor Grand Prix ( Glasgow), 1500 m - 4'07"06
- 4ª al Birmingham Grand Prix ( Birmingham), 1500 m - 4'02"44
- 5ª Memorial Van Damme ( Bruxelles), 1500 m - 4'02.75

2019
- 6ª al Indoor Meeting ( Karlsruhe), 3000 m - 8'49"92
- Argento al Birmingham Indoor Grand Prix ( Birmingham), 3000 m - 8'54"97
- 6ª al Shanghai Golden Grand Prix ( Shanghai), 1500 m - 4'01"95
- 8ª al Golden Gala Pietro Mennea ( Roma), 1500 m - 4'02"65
- 5ª al Meeting international Mohammed VI d'athlétisme de Rabat ( Rabat), 1500 m - 3'59"02
- 6ª al Herculis ( principato di Monaco), Miglio - 4'18"58
- 14ª al London Anniversary Games ( principato di Monaco), Miglio - 4'04"63
- 8ª al Birmingham Grand Prix ( Birmingham), Miglio - 4'30"36
- 13ª al Weltklasse Zürich ( Zurigo), 1500 m - 4'11"62

2020
- Oro al Indoor Meeting ( Karlsruhe), 1500 m - 4'07"94
- Argento al 15. International PSD Bank Meeting ( Düsseldorf), 1500 m - 4'02"96
- 4ª al ORLEN Copernicus Cup ( Toruń), 1500 m - 4'06"73
- 5ª al Müller Indoor Grand Prix Glasgow ( Glasgow), 1500 m - 4'05"77
- Bronzo al Meeting Hauts-de-France Pas-de-Calais ( Liévin), 1500 m - 4'03"83
- Bronzo al Villa de Madrid ( Madrid), 1500 m - 4'05"43

2021
- 12ª British Grand Prix ( Birmingham), 1500 m - 4'15"23
- Argento Memorial Van Damme ( Bruxelles), miglio - 4'21"08
- 7ª Weltklasse Zürich ( Zurigo), 1500 m - 4'04"18

2022
- Oro al INIT INDOOR MEETING Karlsruhe ( Karlsruhe), 1500 m - 4'02"12
- Argento al Meeting Hauts-de-France Pas-de-Calais ( Liévin), Miglio - 4'25"30
- 5ª al Villa de Madrid ( Madrid), 1500 m - 4'10"32
- Bronzo Meeting international Mohammed VI d'athlétisme de Rabat ( Rabat), 1500 m - 3'58"80
- Argento Golden Gala Pietro Mennea ( Roma), 1500 m - 4'04"53
- 6ª Kamila Skolimowska Memorial ( Chorzów), 1500 m - 4'01"56
- 13ª Athletissima ( Losanna), 3000 m - 8'45"54
- 15ª Memorial Van Damme ( Bruxelles), 1500 m - 4'14"69
- 9ª Weltklasse Zürich ( Zurigo), 1500 m - 4'05"91

## Campionati nazionali
- 1 volta campionessa nazionale etiope dei 1500 metri piani (2012)

2012
- Oro ai campionati etiopi (Addis Abeba), 1500 m - 4'13"7

2018
- Argento ai campionati etiopi (Addis Abeba), 1500 m - 4'14"6